# Othon d'Arkel
Othon d'Arkel (en néerl. Otto van Arkel) (c. 1330 - 26 mars 1396 ou 1er avril 1396) était à partir du 6 mai 1360 seigneur d'Arkel, Hagestein, Haastrecht, conseil de Hollande, prétendant de Clèves et par mariage , seigneur de Pierrepont.

## Biographie
Il était le fils de Jean IV d'Arkel et Irmengarde de Clèves. Othon était à l'origine deuxième en ligne de succession, jusqu'à ce que son frère aîné Jean meure dans un tournoi à Dordrecht en 1352. Pendant le règne d'Othon, les domaines ont été à nouveau agrandis. Ainsi la seigneurie de Haastrecht fut retrouvée et Liesveld fut ajoutée en 1379. Othon rejoignit également les conseillers d'Albert de Hollande en 1381. Othon revendiqua également le comté de Clèves après la mort du comte Jean de Clèves, un oncle de la mère d'Othon, Irmengarde. Cependant, ce comté a été donné à Adolphe II de La Marck (nl). Cela conduira à une grande inimitié entre les d'Arkel et les de Clèves.
En 1382, Othon a accordé des droits de ville à Gorinchem, Hagestein et Leerdam, entre autres. Dans les années suivantes, Othon s'est concentré sur la construction du château de Hagestein et de faire du village de Gasperen, une ville fortifiée. C'était une réponse au conflit constant avec les seigneurs de Vianen, qui élargissaient de plus en plus leur zone au sud-ouest (Noordeloos, Meerkerk), isolant les terres les plus éloignées des Terres d'Arkel. A cela s'ajoutait que les seigneurs de Vianen avaient rejoint le parti des Hameçons. Durant la période 1387-1390, ce conflit dégénéra en une "Petite Guerre", dans laquelle Meerkerk, Laag et Hoog-Bolgarij (Zijdervelt) et Ameide furent conquises par d'Arkel, les "Vianens".

## Mariage et descendance
Othon d'Arkel a épousé à Deventer en 1360, Elisabeth de Bar-Pierrepont († 1410), dame de Pierrepont et héritière de Theobald de Bar-Pierrepont. Ensemble, ils ont eu un fils et plus tard, successeur : Jean V d'Arkle.
Il eut aussi trois enfants illégitimes :
- Henri de Nyenstein
- Jean, bâtard d'Arkel (m. 1405)
- Jean de Ravestein

## Armoiries
Selon l'Armorial de Gelre (Folio 83r, Othon, Seigneur d'Arkel), son blason prenait la forme suivante :
| Figure | Blasonnement |
|        | D'argent, à deux fasces bretessées et contre-bretessées de gueules. Cimier : Un vol aux armes, sur une capeline de sable, semée de cœur d'argent. |

## Autres Othon d'Arkel
- Othon d'Arkel (ca. 1225-ca. 1283)
- Othon I d'Arkel (1254-1283) seigneur d'Heukelom et Asperen
- Othon II d'Arkel (1270-1345) seigneur d'Asperen, Heukelom, Vuren, Lingenstein, Acquoy, Ten Goye et Hagestein, fils d'Othon Ier d'Arkel (1254-1283) seigneur d'Heukelom et Asperen
- Othon III d'Arkel-Asperen (ca. 1295-1345), fils d'Othon II d'Arkel (1270-1345), seigneur d'Asperen, Heukelom, Vuren, Lingenstein, Acquoy, Ten Goye et Hagestein marié à Aleid d'Avesnes, fille de Gui d'Avesnes
- Othon d'Arkel Heukelom (ca. 1315-1384)
- Othon d'Arkel (1320-) seigneur d'Acquoy, fils d'Herbaren van Arkel van Heukelom (1280-1340) seigneur d'Acquoy
- Othon d'Arkel (1320-1375) seigneur de Leijenburg, fils d'Arnold van Arkel (1283-1343) seigneur de Leijenburg
- Othon III d'Arkel (1360-1408) seigneur d'Heukelom, fils de Johan II van Arkel (1320-1373) seigneur d'Arkel et Heukelom
- Othon d'Arkel (Noordeloos, 1366-), fils de Jean d'Arkel (1340-) et Agnes van Bentheim (1344-)
- Othon d'Arkel (ca. 1390-ca.1435/6) seigneur de Schonauwen, fils de Jean d'Arkel Leyenburg (1370-1422) seigneur de Leyenburg et Schonauwen et Aleijd Wouters van Ingen (1370-1418)
- Othon d'Arkel (ca. 1400-1475)
- Othon d'Arkel, (- Utrecht, 1475), bâtard de Jean V d'Arkle; marié à Jacobje van Arkel et eut des descendants.
- Othon d'Arkel d'Heukelom, seigneur de Weerdenborch et seigneur d'Heukelom (27 février 1442 - 12 juin 1503), fils de Johan van Arkel et Berta van Culemborg, une fille de Jean II de Culemborg (nl). La fille d'Othon, Bertha van Arkel (1480-1558) s'est mariée à Rutger V van Boetzelaer (nl).
- Othon V d'Arkel (1540-1567), seigneur d'Amersoyen, Heukelom et Leijenburgh
- Othon d'Arkel (-1602) marié en 1581 avec Ida van Bronckhorst-van Bleiswijk-van Werkendam (1569-), la fille de Laurens van Bronckhorst (nl).
- Othon d'Arkel (1585-1651) seigneur d'Ammerzoden, Lockhorst et Well, fils de Gerard van Arkel (1550-1590) seigneur d'Ammerzoden et Anna van Lokhorst (1560-1592) dame de Lockhorst, Ruitenbeek et Heemstede.
- Othon VI d'Arkel (1586-1640/41)